# 文昌阁 (乐都区)
文昌阁，位于中国青海省海东市乐都区高庙镇长里村，为青海省市县级文物保护单位，公布日期为2003年6月20日，类型为古建筑。
文昌阁的历史年代为清。